# Championnats du Portugal de cyclisme sur route
Les championnats du Portugal de cyclisme sur route sont organisés depuis les années 1920.
Avec six succès obtenus entre 1968 à 1973, Joaquim Agostinho est le plus titré chez les hommes.

## Élites Hommes

### Podiums de la course en ligne
| Année | Vainqueur                   | Deuxième                     | Troisième             |
| ----- | --------------------------- | ---------------------------- | --------------------- |
| 1923  | Manuel Rijo da Sila         | Carlos Branco                | F. Cairel             |
| 1924  | Anibal da Silva             |                              |                       |
| 1925  | Anibal Carreto              |                              |                       |
| 1926  | Anibal Carreto              |                              |                       |
| 1927  | António Malha               | Antonio Augusto de Carvalho  | João Sousa            |
| 1928  | Antonio Augusto de Carvalho |                              |                       |
| 1930  | Manuel Fernandes da Silva   |                              |                       |
| 1931  | José Maria Nicolau          |                              |                       |
| 1932  | José Maria Nicolau          | Alfredo Trindade             | Ribeiro Rego          |
| 1933  | José Maria Nicolau          | Alfonso Rodrigues            | João Miranda          |
| 1934  | Alfredo Trindade            | Joaquim Sousa                | Manuel Sousa          |
| 1935  | José Poucapena Márquez      | Cabrita Mealha               | Alfredo Trindade      |
| 1936  | Alfredo Trindade            | Ildefonso Rodrigues          |                       |
| 1937  | José Poucapena Márquez      | Ildefonso Rodrigues          | Francisco Alvito      |
| 1938  | Joaquim Manique             | Francisco Alvito             | Lasdislau Parreira    |
| 1941  | Francisco Inácio            | José Albuquerque             | Eduardo Lopes         |
| 1942  | João Lourenço               | Alberto Raposo               | João Rebelo           |
| 1943  | João Rebelo                 | Alberto Raposo               | Aristides Martins     |
| 1944  | José Martins                | João Lourenço                | Império dos Santos    |
| 1945  | João Rebelo                 | Fernando Moreira             | Júlio Mourão          |
| 1946  | Fernando Moreira            | Eduardo Lopes                | João Rebelo           |
| 1947  | João Rebelo                 | Império dos Santos           | Manuel Rocha          |
| 1948  | João Rebelo                 | Fernando Moreira             | Júlio Mourão          |
| 1949  | José Martins                | João Rebelo                  | Fernando Moreira      |
| 1950  | Luciano Sá                  | Fernando Sá                  | Fernando Moreira      |
| 1951  | Luciano Sá                  |                              |                       |
| 1952  | António Maria               | Império dos Santos           | Miguel Rodrigues      |
| 1953  | Onofre Marta                | Américo Raposo               | Luciano Sá            |
| 1954  | Alves Barbosa               | José Manuel Ribeiro da Silva | Pedro Polainas        |
| 1955  | Pedro Polainas              | Emídio Pinto                 | José Firmino          |
| 1956  | Alves Barbosa               | Joaquim Sousa Santos         | Pedro Polainas        |
| 1957  | João Marcelino              | Luciano Sá                   | Pedro Polainas        |
| 1958  | Antonino Baptista           | José Carlos Sousa Cardoso    | José Calquinhas       |
| 1959  | Antonino Baptista           | José Da Costa                | Emidio Pinto          |
| 1960  | Azevedo Maia                | Joaquim Sousa Santos         | José Anastácio Silva  |
| 1961  | Ilidio Do Rosario           | Alves Barbosa                | Antonio Ferreira      |
| 1962  | José Pacheco                | Francisco Valada             | Azevedo Maia          |
| 1963  | Laurentino Mendes           | João Roque                   | Indalecio de Jesús    |
| 1964  | Laurentino Mendes           | Alberto Carvalho             | Joaquim Leao          |
| 1965  | Paulino Domingues           | Manuel Correia               | Antonio Acursio       |
| 1966  | José Azevedo                | Leonel Miranda               | Mario Silva           |
| 1967  | Antonio Acursio             | Leonel Miranda               | Fernando Mendes       |
| 1968  | Joaquim Agostinho           | Joaquim Andrade              | Leonel Miranda        |
| 1969  | Joaquim Agostinho           | Fernando Mendes              | Joaquim Leao          |
| 1970  | Joaquim Agostinho           | Fernando Mendes              | Antonio Graca         |
| 1971  | Joaquim Agostinho           | Fernando Mendes              | Firmino Bernardino    |
| 1972  | Joaquim Agostinho           | Joaquim Andrade              | Fernando Mendes       |
| 1973  | Joaquim Agostinho           | Herculano de Oliveira        | José Pacheco          |
| 1974  | Fernando Mendes             | Manuel Costa                 | Joaquim Andrade       |
| 1975  | Fernando Mendes             | Firmino Bernardino           | José Martins          |
| 1976  | Marco Chagas                |                              |                       |
| 1977  | José Maia                   |                              |                       |
| 1978  | Fernando Mendes             |                              |                       |
| 1982  | Marco Chagas                |                              |                       |
| 1985  | Marco Chagas                | Adelino Teixeira             | Carlos Ferreira       |
| 1986  | Acácio da Silva             | Fernando Carvalho            | Manuel Cunha          |
| 1987  | Serafim Vieira              | Carlos Silva                 | Manuel Cunha          |
| 1988  | Serafim Vieira              | Carlos Pereira               | Antonio Alves Pereira |
| 1989  | Delmino Pereira             | António Monteiro Silva       | Antonio Apolo         |
| 1990  | Joaquim Salgado             | José Xavier                  | Vitor Teresinho Dias  |
| 1991  | Luís Santos                 | Jorge Silva                  | Joaquim Gomes         |
| 1992  | Fernando Mota               | Jorge Silva                  | Manuel Abreu Campos   |
| 1993  | Raul Matias                 | Pedro Silva Rodrigues        | Delmino Pereira       |
| 1994  | Orlando Rodrigues           | Joaquim Sampaio              | Manuel Liberato       |
| 1995  | Manuel Abreu                | Paulo Ferreira               | Serafim Vieira        |
| 1996  | Carlos Neves                | Quintino Rodrigues           | Orlando Rodrigues     |
| 1997  | Delmino Pereira             | Pedro Silva Rodrigues        | Paulo Ferreira        |
| 1998  | Carlos Carneiro             | José Alves Sousa             | Pedro Gonçalves Lopes |
| 1999  | Carlos Carneiro             | Orlando Rodrigues            | Pedro Miguel Miranda  |
| 2000  | Marcos Morais               | Paulo Ferreira               | Rui Sousa             |
| 2001  | Nuno Marta                  | Delmino Pereira              | Pedro Gonçalves Lopes |
| 2002  | Rui Lavarinhas              | Rui Sousa                    | Renato Silva          |
| 2003  | Pedro Soeiro                | Nuno Ribeiro                 | Paulo Ferreira        |
| 2004  | Bruno Castanheira           | Nuno Ribeiro                 | Nuno Marta            |
| 2005  | Joaquim Adrego Andrade      | César Quiterio               | Cláudio Faria         |
| 2006  | Bruno Pires                 | Ricardo Mestre               | Rui Sousa             |
| 2007  | Cândido Barbosa             | Gilberto Sampaio             | Pedro Cardoso         |
| 2008  | João Cabreira               | Tiago Machado                | Cândido Barbosa       |
| 2009  | Manuel Cardoso              | Rui Costa                    | Heldér Oliveira       |
| 2010  | Rui Sousa                   | Célio Sousa                  | André Cardoso         |
| 2011  | João Cabreira               | Mário Costa                  | Filipe Cardoso        |
| 2012  | Manuel Cardoso              | António Carvalho             | Edgar Pinto           |
| 2013  | Joni Brandão                | Tiago Machado                | Heldér Oliveira       |
| 2014  | Nélson Oliveira             | Sérgio Sousa                 | Tiago Machado         |
| 2015  | Rui Costa                   | Joni Brandão                 | Tiago Machado         |
| 2016  | José Mendes                 | Nélson Oliveira              | Ricardo Vilela        |
| 2017  | Ruben Guerreiro             | Rui Vinhas                   | Ricardo Vilela        |
| 2018  | Domingos Gonçalves          | Joni Brandão                 | Henrique Casimiro     |
| 2019  | José Mendes                 | Ricardo Mestre               | António Carvalho      |
| 2020  | Rui Costa                   | Daniel Mestre                | Francisco Campos      |
| 2021  | José Neves                  | Rui Oliveira                 | Gaspar Gonçalves      |
| 2022  | João Almeida                | Tiago Antunes                | Fábio Costa           |
| 2023  | Ivo Oliveira                | Rui Oliveira                 | Luís Gomes            |
| 2024  | Rui Costa                   | Rui Oliveira                 | Luís Gomes            |
| 2025  | Ivo Oliveira                | Pedro Silva                  | João Medeiros         |

Multi-titrés
- 6 : Joaquim Agostinho
- 4 : João Rebelo

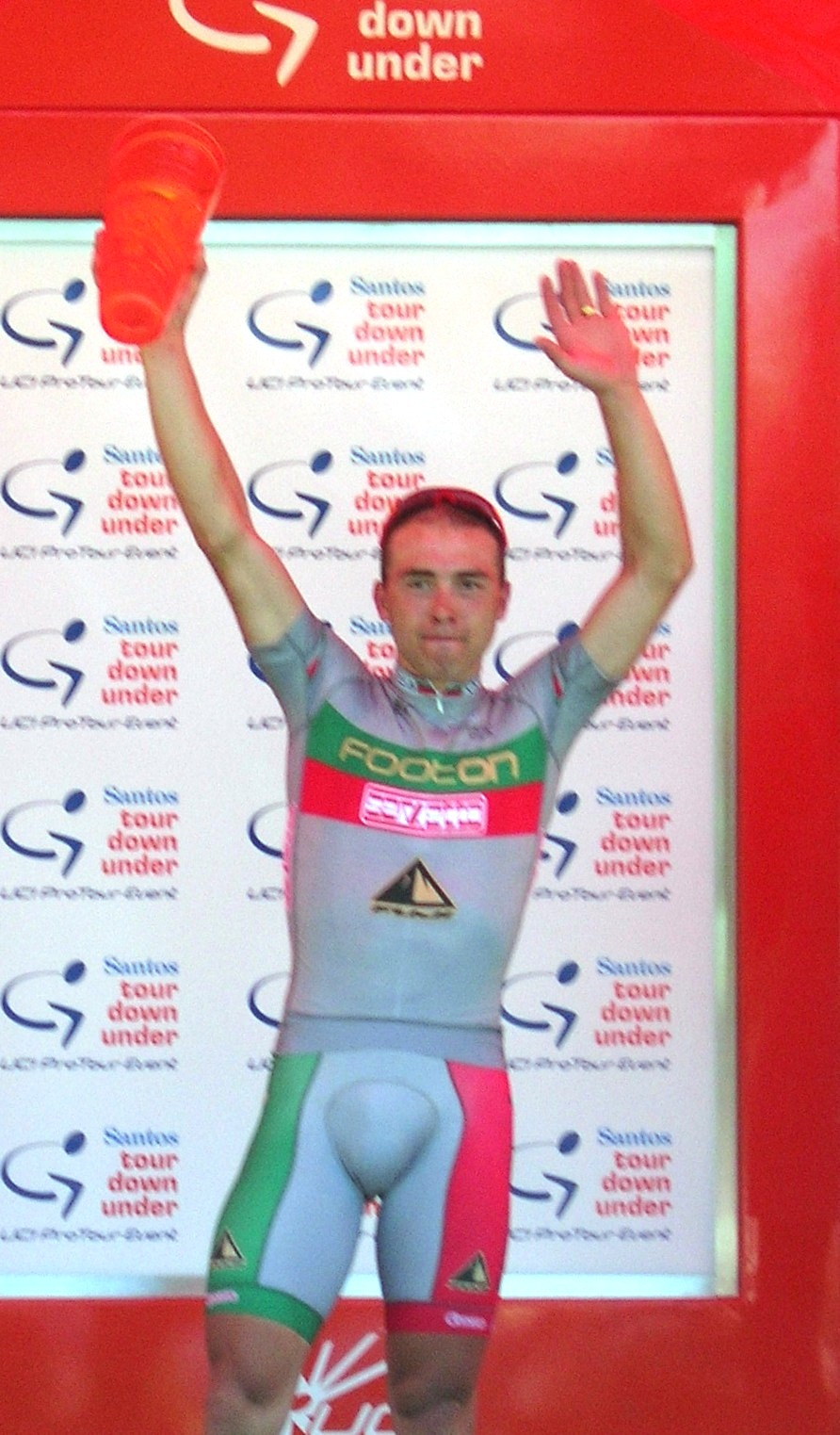
Manuel António Cardoso vêtu du maillot de champion du Portugal en 2010

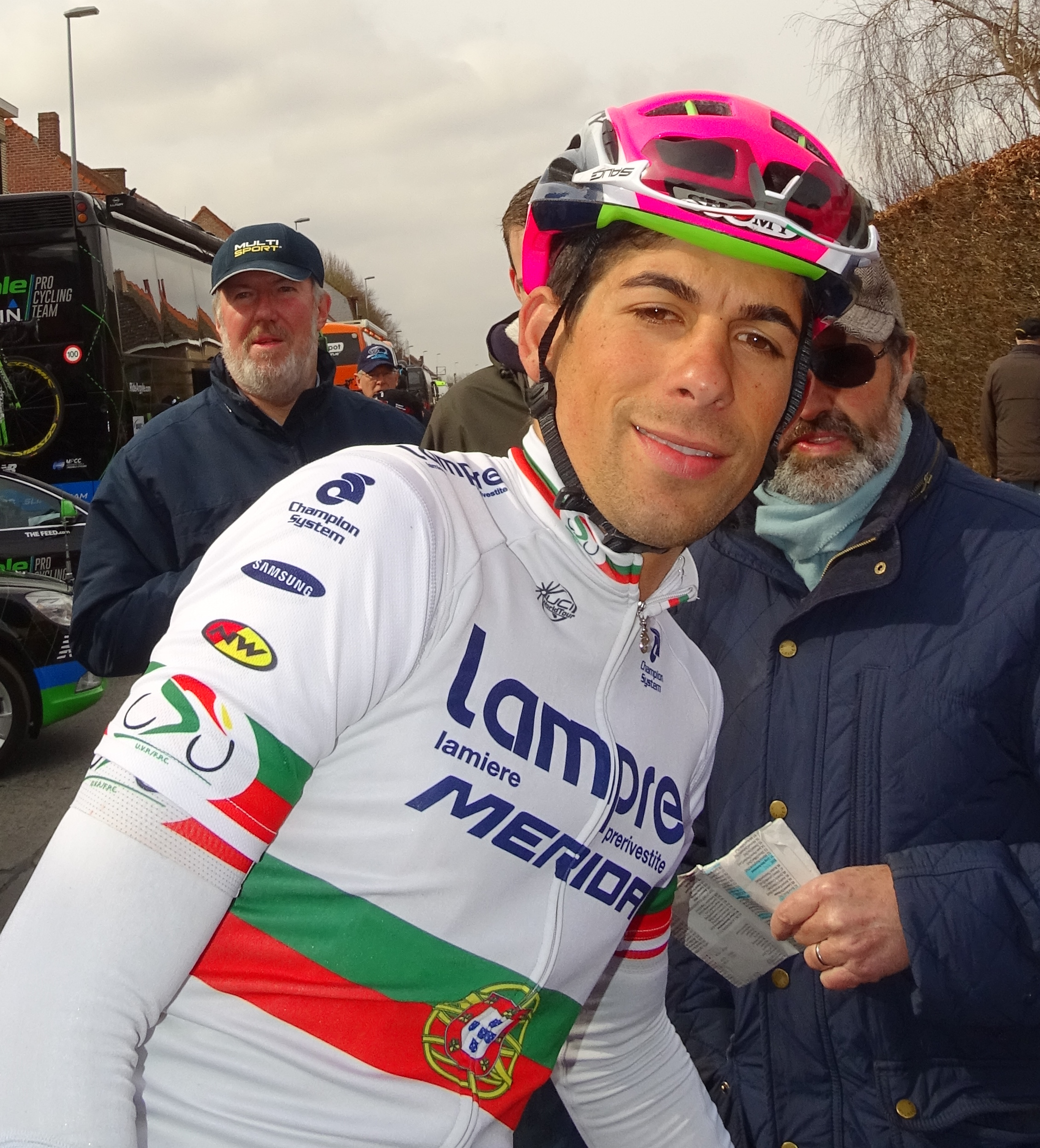
Nélson Oliveira arborant son maillot de champion du Portugal lors du Grand Prix E3 2015

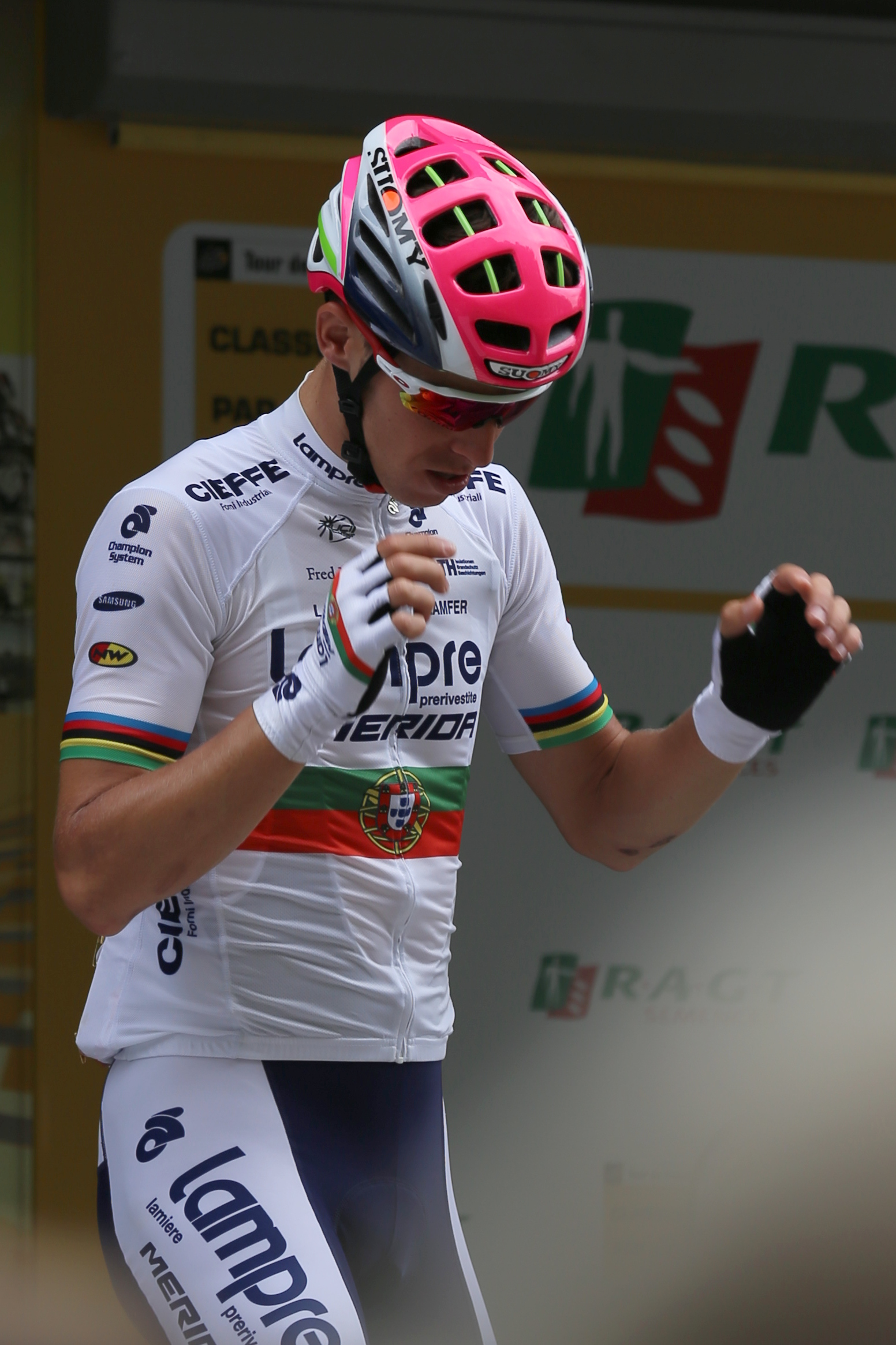
Rui Costa avec son maillot de champion du Portugal lors du Tour de France 2015

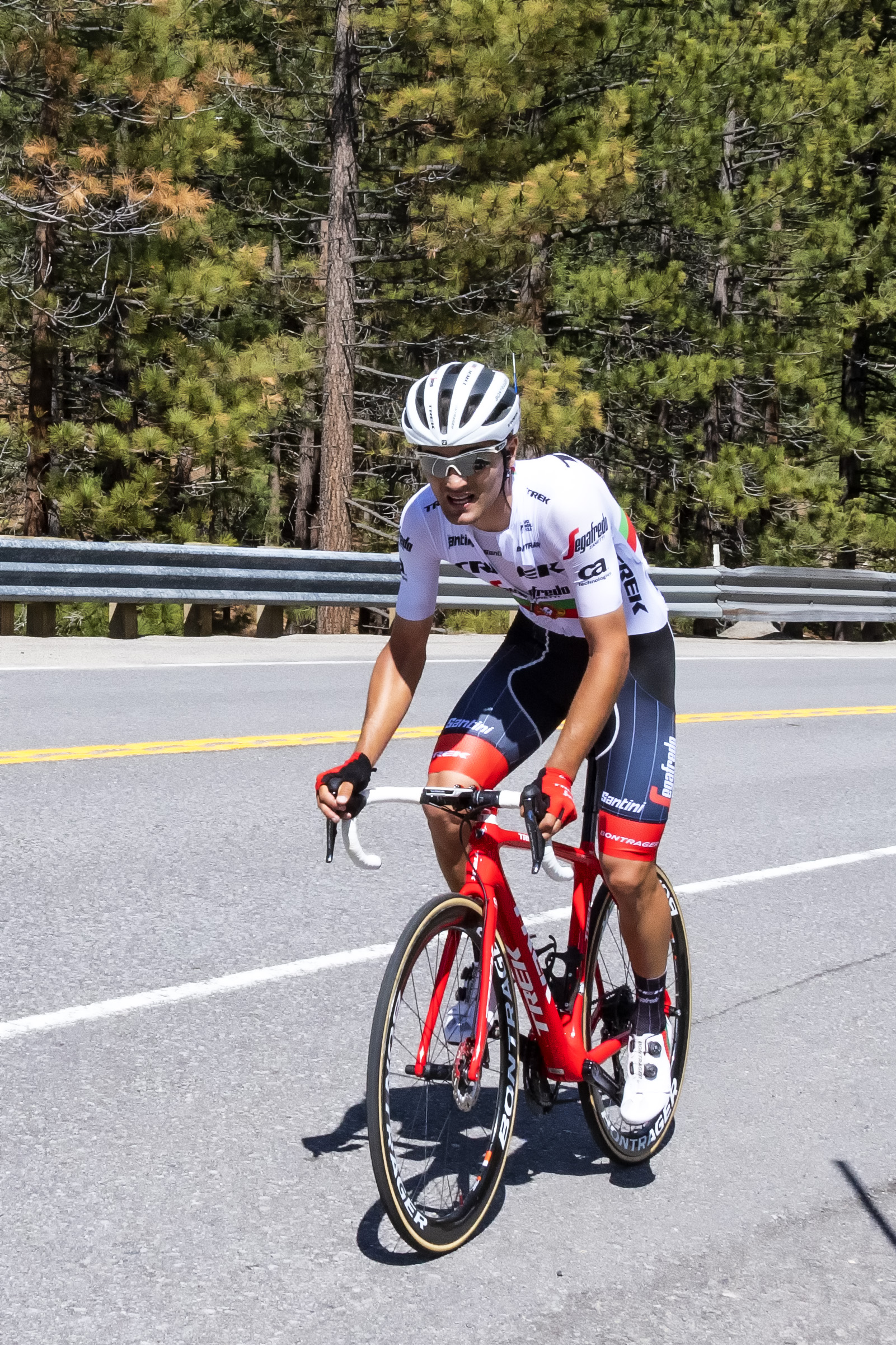
Ruben Guerreiro, alors champion du Portugal en titre, lors du Tour de Californie 2018

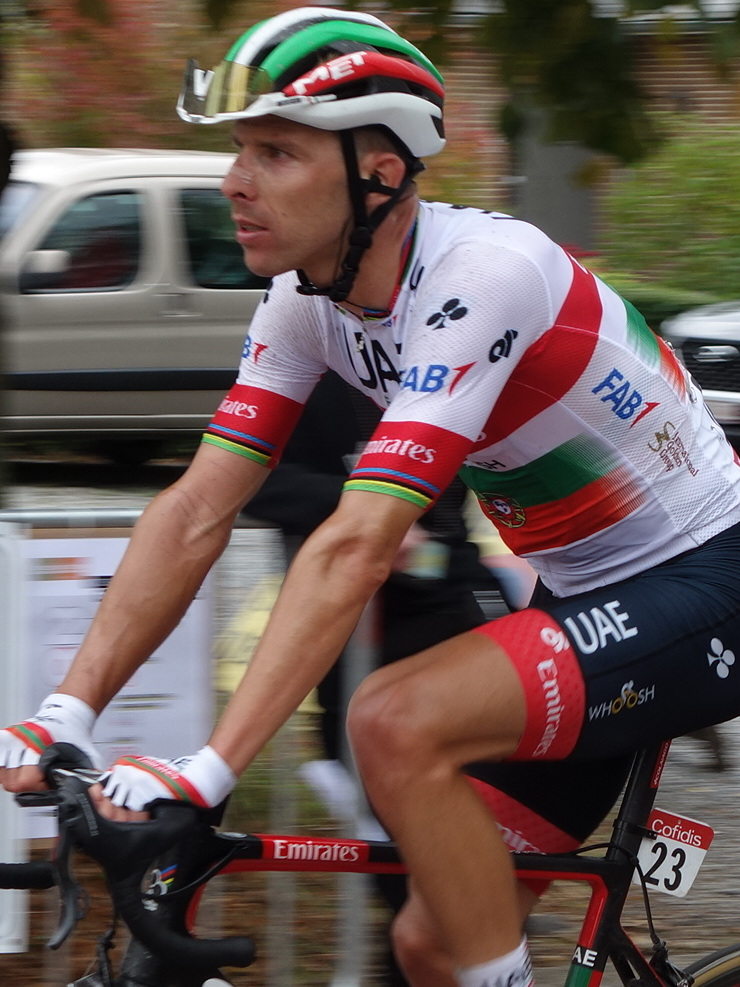
Rui Costa à la Flèche wallonne 2020

- 3 : Rui Costa, Marco Chagas, Fernando Mendes, José Maria Nicolau
- 2 : José Mendes, Manuel Cardoso, João Cabreira, Carlos Carneiro, Serafim Vieira, Laurentino Mendes, Antonino Baptista, Alves Barbosa, Luciano Sá, José Martins, José Poucapena Márquez, Alfredo Trindade, Anibal Carreto, Ivo Oliveira

### Podiums du contre-la-montre

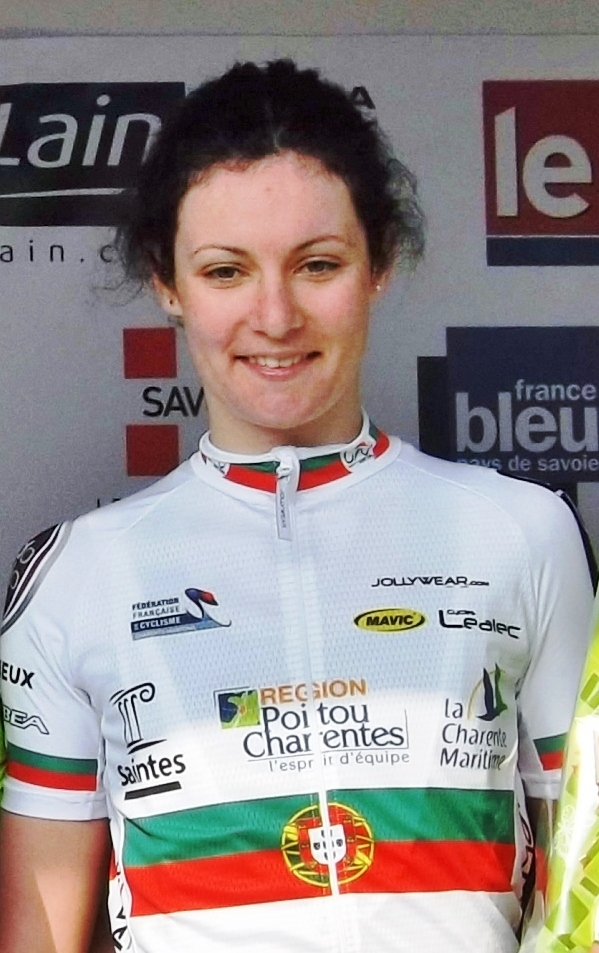
Daniela Reis (2016)

| Année | Vainqueur              | Deuxième               | Troisième              |
| ----- | ---------------------- | ---------------------- | ---------------------- |
| 1996  | José Azevedo           | Paulo Ferreira         | Cândido Barbosa        |
| 1997  | José Azevedo           | Alberto Amaral         | Joaquim Sampaio        |
| 1998  | Alberto Amaral         | Vítor Gamito           | Joaquim Adrego Andrade |
| 1999  | Vítor Gamito           | Joaquim Adrego Andrade | José Azevedo           |
| 2000  | Vítor Gamito           | Joaquim Adrego Andrade | Vidal Fitas            |
| 2001  | José Azevedo           | Vidal Fitas            | Pedro Gonçalves Lopes  |
| 2002  | Joaquim Adrego Andrade | Pedro Andrade          | Renato Silva           |
| 2003  | Joaquim Adrego Andrade | Renato Silva           | Bruno Castanheira      |
| 2004  | Sérgio Paulinho        | Hugo Sabido            | Renato Silva           |
| 2005  | Cândido Barbosa        | Joaquim Sampaio        | Hernâni Broco          |
| 2006  | Hélder Miranda         | Bruno Castanheira      | Joaquim Adrego Andrade |
| 2007  | Ricardo Martins        | José Azevedo           | Joaquim Sampaio        |
| 2008  | Sérgio Paulinho        | Tiago Machado          | Heldér Oliveira        |
| 2009  | Tiago Machado          | Cândido Barbosa        | José Mendes            |
| 2010  | Rui Costa              | Sérgio Sousa           | Mário Costa            |
| 2011  | Nélson Oliveira        | Hugo Sabido            | Hernâni Brôco          |
| 2012  | José Gonçalves         | Ricardo Vilela         | Sérgio Sousa           |
| 2013  | Rui Costa              | Domingos Gonçalves     | Hugo Sabido            |
| 2014  | Nélson Oliveira        | Rui Costa              | Sérgio Sousa           |
| 2015  | Nélson Oliveira        | Tiago Machado          | José Mendes            |
| 2016  | Nélson Oliveira        | José Mendes            | Rafael Reis            |
| 2017  | Domingos Gonçalves     | Rafael Reis            | Sérgio Paulinho        |
| 2018  | Domingos Gonçalves     | José Gonçalves         | Tiago Machado          |
| 2019  | José Gonçalves         | Domingos Gonçalves     | António Carvalho       |
| 2020  | Ivo Oliveira           | Rui Costa              | Tiago Machado          |
| 2021  | João Almeida           | Rafael Reis            | José Neves             |
| 2022  | Rafael Reis            | Ivo Oliveira           | João Almeida           |
| 2023  | João Almeida           | Ivo Oliveira           | Joaquim Silva          |
| 2024  | António Morgado        | Ivo Oliveira           | Rui Costa              |
| 2025  | António Morgado        | Rafael Reis            | Ivo Oliveira           |

Multi-titrés
- 4 : Nélson Oliveira
- 3 : José Azevedo

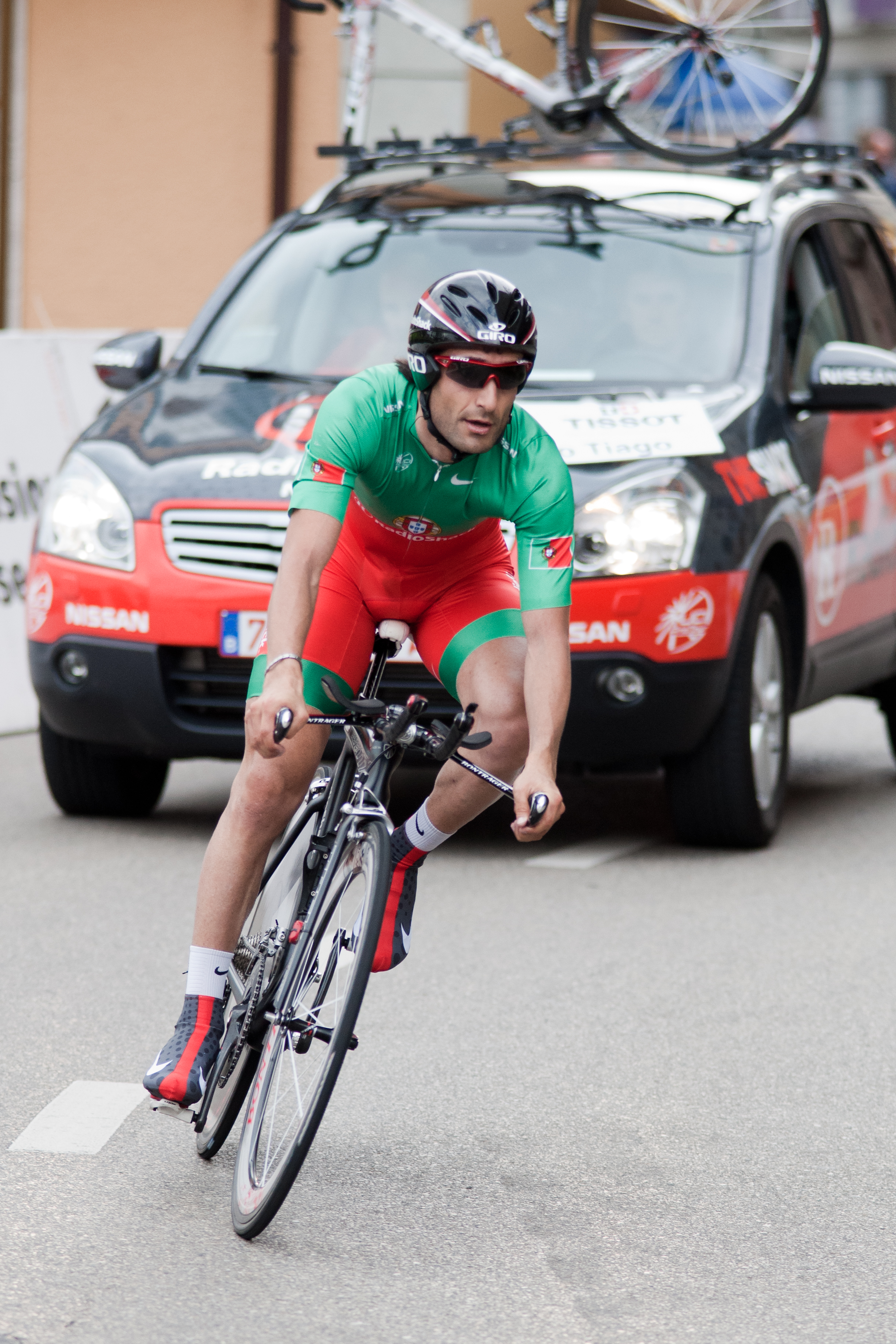
Tiago Machado vêtu du maillot du champion du Portugal du contre-la-montre lors du Tour de Romandie 2010

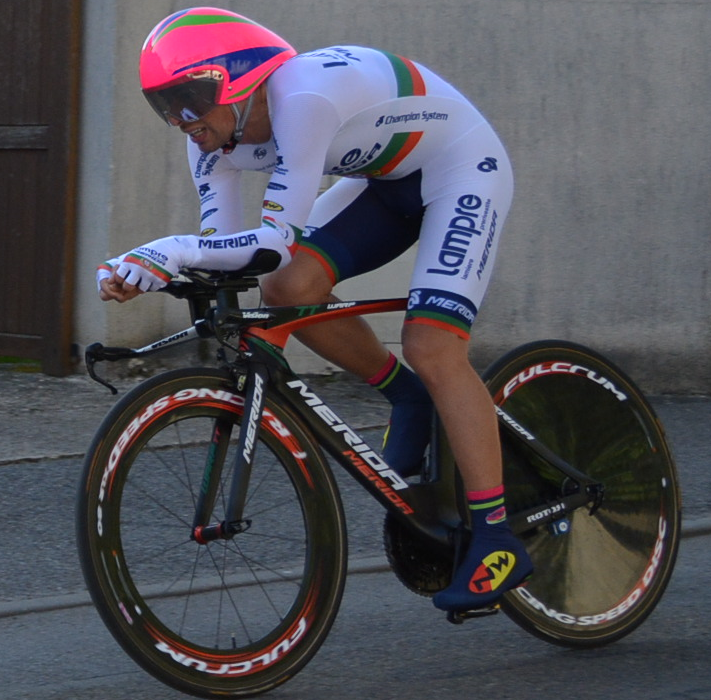
Nélson Oliveira avec son maillot du champion du Portugal du contre-la-montre lors de Paris-Nice 2015

- 2 : Rui Costa, José Gonçalves, Domingos Gonçalves, Sérgio Paulinho, Vítor Gamito, Joaquim Adrego Andrade, João Almeida, António Morgado

## Femmes

### Podiums de la course en ligne
| Année | Vainqueur          | Deuxième           | Troisième              |
| ----- | ------------------ | ------------------ | ---------------------- |
| 1992  | Ana Barros         | Julia Alves        | Ana Cancelo            |
| 1994  | Ana Barros         | Maria Cavaco Silva | Ana Cancelo            |
| 1995  | Ana Barros         | Maria Cavaco Silva | Ana Cancelo            |
| 1996  | Ana Barros         | Patricia Fernandes | Ana Cancelo            |
| 2002  | Irina Coelho       | Claudia Vitorino   | Ana Rita Vigário       |
| 2003  | Irina Coelho       | Ana Rita Vigário   | Sonia Campos           |
| 2004  | Isabel Caetano     | Sandra Araujo      | Cristina Azevedo       |
| 2005  | Isabel Caetano     | Ana Rita Vigário   | Cristina Azevedo       |
| 2006  | Isabel Caetano     | Ana Rita Vigário   | Cristina Azevedo       |
| 2007  | Irina Coelho       | Isabel Caetano     | Ana Rita Vigário       |
| 2008  | Ester Alves        | Angela Fernandes   | Irina Coelho           |
| 2009  | Ester Alves        | Celina Carpinteiro | Rute Costa             |
| 2010  | Vanessa Fernandes  | Ester Alves        | Celina Carpinteiro     |
| 2011  | Celina Carpinteiro | Ester Alves        | Monica Santos          |
| 2012  | Irina Coelho       | Celina Carpinteiro | Monica Santos          |
| 2013  | Celina Carpinteiro | Daniela Reis       | Ester Alves            |
| 2014  | Celina Carpinteiro | Daniela Reis       | Ana Isabel Dias Azenha |
| 2015  | Daniela Reis       | Celina Carpinteiro | Irina Coelho           |
| 2016  | Daniela Reis       | Celina Carpinteiro | Irina Coelho           |
| 2017  | Celina Carpinteiro | Irina Coelho       | Madalena Almeida       |
| 2018  | Daniela Reis       | Maria Martins      | Celina Carpinteiro     |
| 2019  | Daniela Reis       | Raquel Queiros     | Sandra Santos          |
| 2020  | Melissa Maia       | Marta Branco       | Iuliia Legkova         |
| 2021  | Maria Martins      | Daniela Campos     | Daniela Pereira        |
| 2022  | Daniela Campos     | Sofia Gomes        | Daniela Pereira        |
| 2023  | Cristiana Valente  | Beatriz Pereira    | Vera Vilaca            |
| 2024  | Daniela Campos     | Ana Caramelo       | Mariana Líbano         |
| 2025  | Daniela Campos     | Raquel Queiros     | Maria Martins          |

Multi-titrées
- 4 : Ana Barros, Irina Coelho, Celina Carpinteiro, Daniela Reis
- 3 : Isabel Caetano
- 2 : Ester Alves

### Podiums du contre-la-montre
| Année | Vainqueur             | Deuxième           | Troisième              |
| ----- | --------------------- | ------------------ | ---------------------- |
| 1999  | Claudia Vitorino      | Irina Coelho       | Liliana Rocha          |
| 2003  | Isabel Caetano        | Ana Rita Vigário   | Sonia Campos           |
| 2004  | Isabel Caetano        | Ana Rita Vigário   | Cristina Azevedo       |
| 2006  | Cristina Azevedo      | Ana Rita Vigário   | Isabel Caetano         |
| 2007  | Isabel Caetano        | Ana Rita Vigário   | Ester Alves            |
| 2008  | Isabel Caetano        | Ester Alves        | Anais Verguet          |
| 2009  | Ester Alves           | Angela Fernandes   | Ana Rita Vigário       |
| 2010  | Vanessa Fernandes     | Anais Verguet      | Isabel Caetano         |
| 2011  | Isabel Caetano        | Ester Alves        | Andreia Ponte          |
| 2012  | Vanessa Sofia Pereira | Ana Rita Vigário   | Isabel Caetano         |
| 2013  | Daniela Reis          | Isabel Caetano     | Ana Isabel Dias Azenha |
| 2014  | Katarina Larsson      | Celina Carpinteiro | Isabel Caetano         |
| 2015  | Daniela Reis          | Ana Valido         | Liliana Jesus          |
| 2016  | Daniela Reis          | Celina Carpinteiro | Katarina Larsson       |
| 2017  | Soraia Silva          | Sandra Santos      | Celina Carpinteiro     |
| 2018  | Daniela Reis          | Maria Martins      | Soraia Silva           |
| 2019  | Daniela Reis          | Liliana Jesus      | Melissa Maia           |
| 2020  | Raquel Queiros        | Vera Vilaca        | Melissa Maia           |
| 2021  | Daniela Campos        | Ana Caramelo       | Liliana Jesus          |
| 2022  | Daniela Campos        | Beatriz Pereira    | Ana Caramelo           |
| 2023  | Ana Caramelo          | Vera Vilaca        | Alessia Teixeira       |
| 2024  | Daniela Campos        | Ana Caramelo       | Vera Vilaca            |
| 2025  | Beatriz Roxo          |                    |                        |

Multi-titrées
- 5 : Isabel Caetano, Daniela Reis
- 4 : Daniela Campos

## Espoirs Hommes

### Podiums de la course en ligne
| Année | Vainqueur        | Deuxième           | Troisième            |
| ----- | ---------------- | ------------------ | -------------------- |
| 2000  | César Pinto      |                    |                      |
| 2001  | Edgar Anão       | Sérgio Paulinho    | Jorge Torre          |
| 2002  | Pedro Barnabé    | Sérgio Paulinho    | Luís Pinheiro        |
| 2003  | Hélio Santos     | Manuel Cardoso     | José Vaz             |
| 2004  | Ricardo Martins  | António Jesus      | André Vital          |
| 2005  | Heldér Oliveira  | Ricardo Mestre     | Luis Romão           |
| 2006  | Vítor Rodrigues  | Cláudio Apolo      | Afonso Azevedo       |
| 2007  | ?                | ?                  | ?                    |
| 2008  | Ricardo Vilela   | Bruno Silva        | Carlos Baltazar      |
| 2009  | Vasco Pereira    | Marco Coelho       | Nélson Oliveira      |
| 2010  | Marco Coelho     | Pedro Paulinho     | Joni Brandão         |
| 2011  | Fábio Silvestre  | Domingos Gonçalves | Diogo Nunes          |
| 2012  | Pedro Paulinho   | António Barbio     | Rafael Silva         |
| 2013  | Victor Valinho   | António Barbio     | Frederico Figueiredo |
| 2014  | Joaquim Silva    | Samuel Magalhães   | Ricardo Ferreira     |
| 2015  | Nuno Bico        | Ruben Guerreiro    | Rui Carvalho         |
| 2016  | Ruben Guerreiro  | Hugo Nunes         | Nuno Bico            |
| 2017  | Francisco Campos | André Carvalho     | David Ribeiro        |
| 2018  | Rui Oliveira     | João Almeida       | André Carvalho       |
| 2019  | João Almeida     | Fábio Costa        | Bernardo Saavedra    |
| 2020  | Fábio Costa      | Pedro Lopes        | José Sousa           |
| 2021  | Pedro Andrade    | Fábio Costa        | André Domingues      |
| 2022  | Afonso Eulálio   | Afonso Silva       | João Medeiros        |
| 2023  | Gonçalo Tavares  | João Macedo        | Alexandre Montez     |
| 2024  | Noah Campos      | Lucas Lopes        | João Oliveira        |
| 2025  | Daniel Moreira   | João Martins       | Diogo Pinto          |

### Podiums du contre-la-montre
| Année | Vainqueur        | Deuxième         | Troisième        |
| ----- | ---------------- | ---------------- | ---------------- |
| 2000  | Sérgio Paulinho  | José Oliveira    | Hernâni Brôco    |
| 2001  | ?                | ?                | ?                |
| 2002  | Sérgio Paulinho  | Edgar Anão       | Hernâni Brôco    |
| 2003  | Hernâni Brôco    | Edgar Anão       | Ricardo Martins  |
| 2004  | João Cabreira    | Filipe Cardoso   | Bruno Lima       |
| 2005  | Filipe Cardoso   | José Mendes      | Vítor Rodrigues  |
| 2006  | Tiago Machado    | Mário Costa      | Filipe Cardoso   |
| 2007  | Tiago Machado    | Cláudio Apolo    | Rui Costa        |
| 2008  | Nélson Oliveira  | Ricardo Vilela   | Casimiro Gomes   |
| 2009  | Nélson Oliveira  | José Gonçalves   | Diogo Nunes      |
| 2010  | Nélson Oliveira  | Fábio Silvestre  | Pedro Paulinho   |
| 2011  | José Gonçalves   | Rafael Reis      | Fábio Silvestre  |
| 2012  | Fábio Silvestre  | António Barbio   | Amaro Antunes    |
| 2013  | Rafael Reis      | Victor Valinho   | Carlos Ribeiro   |
| 2014  | Rafael Reis      | José Fernandes   | Carlos Ribeiro   |
| 2015  | José Fernandes   | Gaspar Gonçalves | Ruben Guerreiro  |
| 2016  | Gaspar Gonçalves | Jorge Magalhães  | Ivo Oliveira     |
| 2017  | José Fernandes   | Gaspar Gonçalves | João Almeida     |
| 2018  | Ivo Oliveira     | João Almeida     | Tiago Antunes    |
| 2019  | João Almeida     | Jorge Magalhães  | Guilherme Mota   |
| 2020  | Guilherme Mota   | Daniel Dias      | Pedro Andrade    |
| 2021  | Fábio Fernandes  | Carlos Salgueiro | Diogo Barbosa    |
| 2022  | Pedro Andrade    | Daniel Dias      | Pedro Silva      |
| 2023  | António Morgado  | Gonçalo Tavares  | Daniel Lima      |
| 2024  | Gonçalo Tavares  | Noah Campos      | Pedro Pinto      |
| 2025  | Lucas Lopes      | Daniel Lima      | Duarte Domingues |

Multi-titrés
- 3 : Nélson Oliveira
- 2 : Tiago Machado, Rafael Reis, José Fernandes

## Juniors Hommes

### Podiums de la course en ligne
| Année | Vainqueur        | Deuxième         | Troisième          |
| ----- | ---------------- | ---------------- | ------------------ |
| 2000  | Edgar Anão       | Rui Carneiro     | Filipe Carolino    |
| 2001  | Diogo Sampaio    | Marco Fernandes  | Miguel Rodrigues   |
| 2002  | ?                | ?                | ?                  |
| 2003  | Mário Costa      | Ricardo Pereira  | Marco Pereira      |
| 2004  | Ricardo Pereira  | Samuel Coelho    | Vítor Rodrigues    |
| 2005  | Fábio Coelho     | Alcides Almeida  | Ivo Fernandes      |
| 2006  | André Ferreira   | Ivo Fernandes    | Fábio Coelho       |
| 2007  | Vasco Pereira    | João Pereira     | Guilherme Lourenço |
| 2008  | Amaro Antunes    | João Correia     | Pedro Paulinho     |
| 2009  | Victor Valinho   | Hélder Ferreira  | Bruno Borges       |
| 2010  | Rafael Reis      | João Leal        | Samuel Magalhães   |
| 2011  | Ricardo Teixeira | André Bessa      | Rafael Rodrigues   |
| 2012  | Ruben Guerreiro  | Nélson Silva     | Hugo Brito         |
| 2013  | César Martingil  | David Ribeiro    | Miguel Amorim      |
| 2014  | André Carvalho   | Pedro Preto      | Emmanuel Rodrigues |
| 2015  | André Carvalho   | Gonçalo Carvalho | Jorge Magalhães    |
| 2016  | João Almeida     | Pedro Lopes      | Bernardo Gonçalves |
| 2017  | Guilherme Mota   | Fábio Costa      | Daniel Ramos       |
| 2018  | Pedro Andrade    | Rúben Simão      | Hélder Gonçalves   |
| 2019  | Pedro Silva      | João Silva       | João Carvalho      |
| 2020  | João Silva       | Rodrigo Paiva    | Diogo Antunes      |
| 2021  | Rúben Rodrigues  | António Morgado  | Gonçalo Tavares    |
| 2022  | António Morgado  | Gonçalo Tavares  | Daniel Lima        |
| 2023  | Tiago Santos     | José Moreira     | Manuel Marques     |
| 2024  | Rafael Durães    | Adrian Pacho     | Dinis Martins      |
| 2025  | Gonçalo Costa    | Martim Campos    | Leonardo Garcia    |

Multi-titrés
- 2 : André Carvalho

### Podiums du contre-la-montre
| Année     | Vainqueur        | Deuxième          | Troisième           |
| --------- | ---------------- | ----------------- | ------------------- |
| 2000      | Edgar Anão       | Rui Carneiro      | Nélson Pereira      |
| 2001-2002 | ?                | ?                 | ?                   |
| 2003      | José Mendes      | Cláudio Apolo     | Sérgio Ruas         |
| 2004      | Vitor Rodrigues  | Marco Menses      | Ricardo Rodrigues   |
| 2005      | ?                | ?                 | ?                   |
| 2006      | Nélson Oliveira  | Ivo Fernandes     | André Ferreira      |
| 2007      | Vasco Pereira    | Nélson Oliveira   | Amaro Antunes       |
| 2008      | Amaro Antunes    | Fábio Silvestre   | André Mourato       |
| 2009      | Rafael Reis      | Daniel Freitas    | Mário Miranda Costa |
| 2010      | Rafael Reis      | João Leal         | Luís Sousa          |
| 2011      | António Barbio   | João Leal         | Luís Gomes          |
| 2012      | Augusto Vitorino | Luís Gomes        | João Cabral         |
| 2013      | João Silva       | João Cabral       | Gaspar Gonçalves    |
| 2014      | Ivo Oliveira     | Tiago Antunes     | Jorge Magalhães     |
| 2015      | Jorge Magalhães  | João Almeida      | Daniel Viegas       |
| 2016      | João Almeida     | Daniel Viegas     | Bruno Faleiro       |
| 2017      | ?                | ?                 | ?                   |
| 2018      | Guilherme Mota   | Guilherme Simão   | Diogo Ribeiro       |
| 2019      | Fábio Fernandes  | Daniel Dias       | João Carvalho       |
| 2020      | Fábio Fernandes  | Lucas Lopes       | Pedro Crispim       |
| 2021      | António Morgado  | Gonçalo Tavares   | Rúben Rodrigues     |
| 2022      | António Morgado  | Gonçalo Tavares   | Rúben Rodrigues     |
| 2023      | Manuel Marques   | Tiago Santos      | Guilherme Mestre    |
| 2024      | Simão Silva      | Gonçalo Rodrigues | José Miguel Moreira |
| 2025      | Rodrigo Jesus    | Gonçalo Costa     | Gonçalo Rodrigues   |

Multi-titrés
- 2 : António Morgado, Rafael Reis, Fábio Fernandes

## Cadets Hommes

### Podiums de la course en ligne
| Année | Vainqueur           | Deuxième          | Troisième         |
| ----- | ------------------- | ----------------- | ----------------- |
| 2002  | Vítor Rodrigues     | Márcio Barbosa    | Samuel Coelho     |
| 2003  | Nuno Azevedo        | Fábio Carvalho    | Bruno Catarino    |
| 2004  | Fábio Jesus         | Nélson Oliveira   | Ivo Fernandes     |
| 2005  | Fábio Silvestre     | Jorge Mendes      | Nélson Oliveira   |
| 2006  | Fábio Silvestre     | Luís Afonso       | Pedro Paulinho    |
| 2007  | Daniel Freitas      | Leonel Coutinho   | Hélder Ferreira   |
| 2008  | João Pinto          | Gonçalo Rodrigues | Albino Oliveira   |
| 2009  | José Gonçalves      | João Pinto        | Luís Sousa        |
| 2010  | Luís Guimarães      | Miguel Macedo     | Ricardo Teixeira  |
| 2011  | César Martingil     | David Ribeiro     | João Pereira      |
| 2012  | Marcelo Salvador    | Cláudio Neves     | André Carvalho    |
| 2013  | Filipe Rocha        | Iúri Leitão       | Daniel Viegas     |
| 2014  | João Almeida        | Fábio Silva       | Diogo Ferreira    |
| 2015  | Artur Chaves        | Nélson Pereira    | Francisco Moreira |
| 2016  | Renato Costa        | Wilson Esperança  | Rafael Rita       |
| 2017  | Pedro Silva         | João Macedo       | João Carvalho     |
| 2018  | Rúben Silva         | Lucas Lopes       | Lucas Braga       |
| 2019  | António Morgado     | Lucas Lopes       | André Rocha       |
| 2020  | António Morgado     | Daniel Lima       | João Martins      |
| 2021  | João Nunes          | João Martins      | Tiago Santos      |
| 2022  | José Miguel Moreira | Diogo Miranda     | Miguel Pereira    |
| 2023  | José Salgueiro      | Leonardo Garcia   | Francisco Alves   |
| 2024  | Afonso Falcão       | Rodrigo Jesus     | Gonçalo Costa     |

Multi-titrés
- 2 : António Morgado, Fábio Silvestre

### Podiums du contre-la-montre
| Année     | Vainqueur        | Deuxième         | Troisième       |
| --------- | ---------------- | ---------------- | --------------- |
| 2002      | Vítor Rodrigues  | Rui Costa        | David Sarreira  |
| 2003      | Fábio Carvalho   | Alcides Almeida  | Vítor Murteira  |
| 2004      | Nélson Oliveira  | André Bastos     | João Costa      |
| 2005      | ?                | ?                | ?               |
| 2006      | Pedro Paulinho   | Luís Afonso      | Ricardo Sampaio |
| 2007      | Daniel Freitas   | Hélder Ferreira  | Tiago Neves     |
| 2008      | Luís Sousa       | André Carvalho   | Rafael Reis     |
| 2009      | João Pinto       | Luís Sousa       | António Pinto   |
| 2010      | Pedro Henriques  | Gonçalo Amado    | Luís Gomes      |
| 2011      | Gaspar Gonçalves | Marcelo Vieira   | João Silva      |
| 2012      | Marcelo Salvador | André Ramalho    | Ivo Oliveira    |
| 2013      | Tiago Antunes    | Francisco Campos | André Carvalho  |
| 2014      | João Almeida     | Daniel Freitas   | Rui Miguel      |
| 2015-2018 | ?                | ?                | ?               |
| 2019      | António Morgado  | João Gomes       | João Cruz       |
| 2020      | ?                | ?                | ?               |
| 2021      | Tiago Santos     | Diogo Sousa      | Tiago Silva     |